# Несбит (тауншип, Миннесота)
Несбит (англ. Nesbit) — тауншип в округе Полк, Миннесота, США. На 2000 год его население составило 130 человек.

## География
По данным Бюро переписи населения США площадь тауншипа составляет 93,2 км², из которых 93,2 км² занимает суша, водоёмов нет.

## Демография
По данным переписи населения 2000 года здесь находились 130 человек, 44 домохозяйства и 38 семей. Плотность населения —  1,4 чел./км². На территории тауншипа расположено 52 постройки со средней плотностью 0,6 построек на один квадратный километр. Расовый состав населения: 94,62 % белых, 4,62 % коренных американцев и 0,77 % приходится на две или более других рас. Испанцы или латиноамериканцы любой расы составляли 3,08 % от популяции тауншипа.
Из 44 домохозяйств в 38,6 % воспитывались дети до 18 лет, в 79,5 % проживали супружеские пары, в 6,8 % проживали незамужние женщины и в 11,4 % домохозяйств проживали несемейные люди. 11,4 % домохозяйств состояли из одного человека, при том 4,5 % из — одиноких пожилых людей старше 65 лет. Средний размер домохозяйства — 2,95, а семьи — 3,18 человека.
28,5 % населения — младше 18 лет, 6,2 % — в возрасте от 18 до 24 лет, 33,8 % — от 25 до 44, 16,9 % — от 45 до 64, и 14,6 % — старше 65 лет. Средний возраст — 34 года. На каждые 100 женщин приходилось 91,2 мужчин. На каждые 100 женщин старше 18 приходилось 97,9 мужчин.
Средний годовой доход домохозяйства составлял 42 083 доллара, а средний годовой доход семьи —  44 688 долларов. Средний доход мужчин —  35 208  долларов, в то время как у женщин — 30 000. Доход на душу населения составил 18 744 доллара. За чертой бедности находились 11,4 % семей и 5,9 % всего населения тауншипа, из которых 6,9 % младше 18 лет.